# 沈黙のメッセージ
『沈黙のメッセージ』（ちんもくのメッセージ）は、曽根原澄子による日本の漫画作品。

## 概要
『なかよし』（講談社）1982年6月号にて連載された。

## 書誌情報
- 曽根原澄子 『沈黙のメッセージ』 講談社〈講談社コミックスなかよし（425巻）〉、1982年12月発行、ISBN 978-4061084254